# PKIG
PKIG (англ. CAMP-dependent protein kinase inhibitor gamma) – білок, який кодується однойменним геном, розташованим у людей на короткому плечі 20-ї хромосоми. Довжина поліпептидного ланцюга білка становить 76 амінокислот, а молекулярна маса — 7 910.
| 10         |  | 20         |  | 30         |  | 40         |  | 50         |
| ---------- |  | ---------- |  | ---------- |  | ---------- |  | ---------- |
| MMEVESSYSD |  | FISCDRTGRR |  | NAVPDIQGDS |  | EAVSVRKLAG |  | DMGELALEGA |
| EGQVEGSAPD |  | KEAGNQPQSS |  | DGTTSS     |  |            |  |            |

A: Аланін

C: Цистеїн

D: Аспарагінова кислота

E: Глутамінова кислота

F: Фенілаланін

G: Гліцин

I: Ізолейцин

K: Лізин

L: Лейцин

M: Метіонін

N: Аспарагін

P: Пролін

Q: Глутамін

R: Аргінін

S: Серин

T: Треонін

V: Валін